# المور، ویکتوریا
المور (به انگلیسی: Elmore) یک شهرک در استرالیا است که در ویکتوریا (استرالیا) واقع شده‌است.